# Halowe Mistrzostwa Świata w Lekkoatletyce 1997
6. Halowe Mistrzostwa Świata w Lekkoatletyce rozegrane zostały w dniach 7-9 marca 1997 w Paryżu w hali Bercy.
Były to drugie halowe mistrzostwa globu rozegrane w Paryżu, wliczając również rozgrywane w 1985 światowe igrzyska halowe, które później były zakwalifikowane jako halowe lekkoatletyczne mistrzostwa świata. Udział na tych mistrzostwach brało 705 sportowców – to niepobity do dziś rekord pod względem liczby lekkoatletów, którzy startowali na tej rangi imprezie lekkoatletycznej.

## Medaliści

### Mężczyźni
| Konkurencja                        | 1. miejsce                                                               | Wynik     | 2. miejsce                                                                     | Wynik     | 3. miejsce                                                                    | Wynik     |
| ---------------------------------- | ------------------------------------------------------------------------ | --------- | ------------------------------------------------------------------------------ | --------- | ----------------------------------------------------------------------------- | --------- |
| Bieg na 60 m (więcej)              | Charalambos Papadias                                                     | 6,50      | Michael Green                                                                  | 6,51      | Davidson Ezinwa                                                               | 6,52      |
| Bieg na 200 m (więcej)             | Kevin Little                                                             | 20,40     | Iván García                                                                    | 20,46     | Francis Obikwelu                                                              | 21,10     |
| Bieg na 400 m (więcej)             | Sunday Bada                                                              | 45,51     | Jamie Baulch                                                                   | 45,62     | Shunji Karube                                                                 | 45,76     |
| Bieg na 800 m (więcej)             | Wilson Kipketer                                                          | 1:42,67   | Mahjoub Haida                                                                  | 1:45,76   | Rich Kenah                                                                    | 1:46,16   |
| Bieg na 1500 m (więcej)            | Hicham El Guerrouj                                                       | 3:35,31   | Rüdiger Stenzel                                                                | 3:37,24   | William Tanui                                                                 | 3:37,48   |
| Bieg na 3000 m (więcej)            | Haile Gebrselassie                                                       | 7:34,71   | Paul Bitok                                                                     | 7:38,84   | Ismaïl Sghyr                                                                  | 7:40,01   |
| Bieg na 60 m przez płotki (więcej) | Anier García                                                             | 7,48 =    | Colin Jackson                                                                  | 7,49      | Tony Dees                                                                     | 7,50      |
| Sztafeta 4 × 400 m (więcej)        | Stany Zjednoczone · Jason Rouser · Mark Everett · Sean Maye · Deon Minor | 3:04,93   | Jamajka · Linval Laird · Michael McDonald · Dinsdale Morgan · Gregory Haughton | 3:08,11   | Francja · Pierre Marie Hillaire · Rodrigue Nordin · Loïc Lerouge · Fred Mango | 3:09,68   |
| Skok wzwyż (więcej)                | Charles Austin                                                           | 2,35      | Lambros Papakostas                                                             | 2,32      | Dragutin Topić                                                                | 2,32      |
| Skok o tyczce (więcej)             | Igor Potapowicz                                                          | 5,90 =    | Lawrence Johnson                                                               | 5,85      | Maksim Tarasow                                                                | 5,80      |
| Skok w dal (więcej)                | Iván Pedroso                                                             | 8,51 =    | Kiriłł Sosunow                                                                 | 8,41      | Joe Greene                                                                    | 8,41      |
| Trójskok (więcej)                  | Yoel García                                                              | 17,30     | Aliecer Urrutia                                                                | 17,27     | Aleksander Aseledczenko                                                       | 17,22     |
| Pchnięcie kulą (więcej)            | Jurij Biłonoh                                                            | 21,02     | Ołeksandr Bahacz                                                               | 20,94     | John Godina                                                                   | 20,87     |
| Siedmiobój (więcej)                | Robert Změlík                                                            | 6228 pkt. | Erki Nool                                                                      | 6213 pkt. | Jón Arnar Magnússon                                                           | 6145 pkt. |

### Kobiety
| Konkurencja                        | 1. miejsce                                                                                | Wynik     | 2. miejsce                                                                                    | Wynik     | 3. miejsce                                                       | Wynik       |
| ---------------------------------- | ----------------------------------------------------------------------------------------- | --------- | --------------------------------------------------------------------------------------------- | --------- | ---------------------------------------------------------------- | ----------- |
| Bieg na 60 m (więcej)              | Gail Devers                                                                               | 7,06      | Chandra Sturrup                                                                               | 7,15      | Frédérique Bangué                                                | 7,17        |
| Bieg na 200 m (więcej)             | Ekaterini Kofa                                                                            | 22,76     | Juliet Cuthbert                                                                               | 22,77     | Swietłana Gonczarienko                                           | 22,85       |
| Bieg na 400 m (więcej)             | Jearl Miles-Clark                                                                         | 50,96     | Sandie Richards                                                                               | 51,17     | Helena Fuchsová                                                  | 52,04       |
| Bieg na 800 m (więcej)             | Maria Mutola                                                                              | 1:58,96   | Natalla Duchnowa                                                                              | 1:59,31   | Joetta Clark                                                     | 1:59,82     |
| Bieg na 1500 m (więcej)            | Jekaterina Podkopajewa                                                                    | 4:05,19   | Patricia Djaté-Taillard                                                                       | 4:06,16   | Lidia Chojecka                                                   | 4:06,25     |
| Bieg na 3000 m (więcej)            | Gabriela Szabó                                                                            | 8:45,75   | Sonia O'Sullivan                                                                              | 8:46,19   | Fernanda Ribeiro                                                 | 8:49,79     |
| Bieg na 60 m przez płotki (więcej) | Michelle Freeman                                                                          | 7,82 =    | Gillian Russell                                                                               | 7,84      | Cheryl Dickey Patricia Girard                                    | 7,84 · 7,84 |
| Sztafeta 4 × 400 m (więcej)        | Rosja · Tatjana Czebykina · Swietłana Gonczarienko · Olga Kotlarowa · Tatjana Aleksiejewa | 3:26,84   | Stany Zjednoczone · Shanelle Porter · Natasha Kaiser-Brown · Anita Howard · Jearl Miles-Clark | 3:27,66   | Niemcy · Anja Rücker · Anke Feller · Heike Meißner · Grit Breuer | 3:28,39     |
| Skok wzwyż (więcej)                | Stefka Kostadinowa                                                                        | 2,02      | Inga Babakowa                                                                                 | 2,00 =    | Hanne Haugland                                                   | 2,00 =      |
| Skok o tyczce (więcej)             | Stacy Dragila                                                                             | 4,40 =    | Emma George                                                                                   | 4,35      | Cai Weiyan                                                       | 4,35        |
| Skok w dal (więcej)                | Fiona May                                                                                 | 6,86      | Chioma Ajunwa                                                                                 | 6,80      | Agata Karczmarek                                                 | 6,71        |
| Trójskok (więcej)                  | Inna Łasowska                                                                             | 15,01     | Ashia Hansen                                                                                  | 14,70     | Šárka Kašpárková                                                 | 14,66       |
| Pchnięcie kulą (więcej)            | Wita Pawłysz                                                                              | 20,00     | Astrid Kumbernuss                                                                             | 19,92     | Irina Korżanienko                                                | 19,49       |
| Pięciobój (więcej)                 | Sabine Braun                                                                              | 4780 pkt. | Mona Steigauf                                                                                 | 4681 pkt. | Kym Carter                                                       | 4627 pkt.   |

## Klasyfikacja medalowa
Źródło: 
| Miejsce | Państwo           | Złoto | Srebro | Brąz | Razem |
| ------- | ----------------- | ----- | ------ | ---- | ----- |
| 1.      | Stany Zjednoczone | 6     | 2      | 7    | 15    |
| 2.      | Kuba              | 3     | 2      | 0    | 5     |
| 3.      | Rosja             | 3     | 1      | 4    | 8     |
| 4.      | Ukraina           | 2     | 2      | 0    | 4     |
| 5.      | Grecja            | 2     | 1      | 0    | 3     |
| 6.      | Jamajka           | 1     | 5      | 0    | 6     |
| 7.      | Niemcy            | 1     | 3      | 1    | 5     |
| 8.      | Nigeria           | 1     | 1      | 2    | 4     |
| 9.      | Maroko            | 1     | 1      | 1    | 3     |
| 10.     | Czechy            | 1     | 0      | 2    | 3     |
| 11.     | Bułgaria          | 1     | 0      | 0    | 1     |
| 11.     | Dania             | 1     | 0      | 0    | 1     |
| 11.     | Etiopia           | 1     | 0      | 0    | 1     |
| 11.     | Kazachstan        | 1     | 0      | 0    | 1     |
| 11.     | Mozambik          | 1     | 0      | 0    | 1     |
| 11.     | Rumunia           | 1     | 0      | 0    | 1     |
| 11.     | Włochy            | 1     | 0      | 0    | 1     |
| 18.     | Wielka Brytania   | 0     | 3      | 0    | 3     |
| 19.     | Francja           | 0     | 1      | 3    | 4     |
| 20.     | Kenia             | 0     | 1      | 1    | 2     |
| 21.     | Australia         | 0     | 1      | 0    | 1     |
| 21.     | Bahamy            | 0     | 1      | 0    | 1     |
| 21.     | Białoruś          | 0     | 1      | 0    | 1     |
| 21.     | Estonia           | 0     | 1      | 0    | 1     |
| 21.     | Irlandia          | 0     | 1      | 0    | 1     |
| 26.     | Polska            | 0     | 0      | 2    | 2     |
| 27.     | Chiny             | 0     | 0      | 1    | 1     |
| 27.     | Islandia          | 0     | 0      | 1    | 1     |
| 27.     | Japonia           | 0     | 0      | 1    | 1     |
| 27.     | Jugosławia        | 0     | 0      | 1    | 1     |
| 27.     | Norwegia          | 0     | 0      | 1    | 1     |
| 27.     | Portugalia        | 0     | 0      | 1    | 1     |
| Razem   | Razem             | 28    | 28     | 29   | 85    |

## Występy Polaków

### Kobiety
- bieg na 1500 m
  - Lidia Chojecka zajęła 3. miejsce (brązowy medal) po dyskwalifikacji Mary Decker-Slaney
  - Małgorzata Rydz nie ukończyła biegu eliminacyjnego
- skok w dal
  - Agata Karczmarek zajęła 3. miejsce (brązowy medal)
- pchnięcie kulą
  - Krystyna Zabawska zajęła 9. miejsce
  - Katarzyna Żakowicz odpadła w eliminacjach
- pięciobój
  - Urszula Włodarczyk zajęła 4. miejsce

### Mężczyźni
- bieg na 400 m
  - Robert Maćkowiak zajął 4. miejsce
- bieg na 60 m przez płotki
  - Ronald Mehlich odpadł w półfinale
  - Krzysztof Mehlich odpadł w eliminacjach
- skok w dal
  - Krzysztof Łuczak odpadł w eliminacjach
- skok wzwyż
  - Jarosław Kotewicz zajął 6.-7. miejsce
- siedmiobój
  - Sebastian Chmara nie ukończył